# Fanendo Adi
Fanendo Adi (Lagos, 10 oktober 1990) is een Nigeriaans voetballer die als aanvaller speelt.

## Carrière

### AS Trenčín
Nadat Adi in Nigeria als aankomend talent werd beschouwd plukte AS Trenčín de jonge Nigeriaan in de winter van 2008 op weg bij zijn toenmalige club. Een werkvergunning vertraagde echter een debuut, waardoor Adi pas in de zomer van 2009 speelgerechtigd was. In deze maand debuteerde hij ook en scoorde hij bij zijn officiële debuut in het eerste team. Bij AS Trenčín is Adi veruit de langste speler, maar ondanks zijn lengte beschikt hij over een goede techniek. Adi speelt als centrumspits in een 4-3-3 opstelling. De boomlange aanvaller maakte een bijzonder debuutseizoen mee, hij scoorde namelijk zes keer in zes wedstrijden, dit voornamelijk als invaller. In het seizoen 2010/2011 is Adi basisspeler bij AS Trenčín, tot aan de winterstop scoorde hij veertien keer in achttien wedstrijden.

### Metaloerh Donetsk
Adi liep in januari 2011 voor de tweede keer in zijn carrière stage bij AFC Ajax, maar de Amsterdammers zagen in hem niet een directe versterking. Kort daarop werd hij gecontracteerd door Metaloerh Donetsk uit Oekraïne.

### Verhuur aan Dinamo Kiev
Voor het seizoen 2011/12 wordt Adi verhuurd aan Dinamo Kiev, hier mocht hij in totaal drie keer invallen. Adi wist niet te scoren voor Dinamo Kiev en vertrok al snel bij de club.

### Tavrija Simferopol
Adi vertrok naar zijn derde Oekraïense club in korte tijd, te weten Tavrija Simferopol. Hier speelde hij negen wedstrijden, waarin hij in totaal één doelpunt maakte. Zijn contract liep aan het einde van het seizoen 2011/12 af.

### AS Trenčín (tweede periode)
Vanaf het seizoen 2012/13 speelt Adi weer bij zijn oude club AS Trenčín, hij heeft hier rugnummer 12 toegewezen gekregen. In zijn eerste seizoen terug in Slowakije scoorde Adi drie doelpunten in zestien wedstrijden. Zijn seizoen 2013/14 begon uitstekend, op 13 juli 2013 scoorde in de eerste wedstrijd een hattrick tegen FC Nitra (4-0 winst).

### Verenigde Staten
Na een korte periode bij FC Kopenhagen, speelt Adi sinds 2014 in de Verenigde Staten. Met Portland Timbers won hij in 2015 eerst de Western Conference van de MLS en vervolgens de MLS Cup. In 2018 werd hij met FC Cincinnati kampioen van het reguliere seizoen van de USL. Adi won in 2020 met Columbus Crew de MLS Cup.

## Statistieken
| Seizoen | Club               | Land             | Competitie          | Wed. | Doelp. |
| ------- | ------------------ | ---------------- | ------------------- | ---- | ------ |
| 2009/10 | AS Trenčín         | Slowakije        | 1. Liga             | 6    | 6      |
| 2010/11 | AS Trenčín         | Slowakije        | 1. Liga             | 18   | 14     |
| 2011/12 | Metaloerh Donetsk  | Oekraïne         | Vysjtsja Liha       | 9    | 1      |
| 2011/12 | → Dinamo Kiev      | Oekraïne         | Vysjtsja Liha       | 3    | 0      |
| 2011/12 | Tavrija Simferopol | Oekraïne         | Vysjtsja Liha       | 9    | 1      |
| 2012/13 | AS Trenčín         | Slowakije        | 1. Liga             | 16   | 3      |
| 2013/14 | AS Trenčín         | Slowakije        | 1. Liga             | 3    | 7      |
| 2013/14 | FC Kopenhagen      | Denemarken       | Superligaen         | 9    | 3      |
| 2014    | → Portland Timbers | Verenigde Staten | Major League Soccer | 24   | 9      |
| 2015    | Portland Timbers   | Verenigde Staten | Major League Soccer | 39   | 18     |
| 2016    | Portland Timbers   | Verenigde Staten | Major League Soccer | 33   | 16     |
| 2017    | Portland Timbers   | Verenigde Staten | Major League Soccer | 22   | 10     |
| 2018    | Portland Timbers   | Verenigde Staten | Major League Soccer | 14   | 3      |
| 2018    | FC Cincinnati      | Verenigde Staten | USL Championship    | 11   | 3      |
| 2019    | FC Cincinnati      | Verenigde Staten | Major League Soccer | 12   | 1      |
| Totaal  | Totaal             | Totaal           | Totaal              | 228  | 95     |